# Zuidelijke stipspanner
De zuidelijke stipspanner (Idaea trigeminata) is een nachtvlinder uit de familie van de spanners (Geometridae). 

## Kenmerken
De voorvleugellengte bedraagt tussen de 10 en 11 mm. De vleugels zijn crèmekleurig, met een duidelijke middenstip. De buitenste dwarsband op de voorvleugel bestaat uit vlekken naast de buitenste dwarslijn, het patroon is op twee plaatsen waar geen of een kleinere vlek zit onderbroken.

## Levenscyclus
De zuidelijke stipspanner gebruikt met name gewoon varkensgras en klimop als waardplanten. De rups is te vinden van augustus tot juni en overwintert. Er is jaarlijks een generatie die vliegt van eind juni tot augustus.

## Voorkomen
De soort komt in Europa en Noord-Afrika voor, oostelijk tot Turkmenistan. De zuidelijke stipspanner is in Nederland en België een zeer zeldzame soort. 